# Edmund Heines
Edmund Heines (21 de juliol de 1897, Múnic - 30 de juny de 1934) era seguidor d'Ernst Röhm a les Sturmabteilung. Era homosexual i per això en la purga de la Nit dels Ganivets Llargs, va ser arrestat i executat quan els agents de les Schutzstaffel van irrompre a la seva habitació per arrestar-lo, i el va sorprendre al llit amb un home membre de l'Sturmabteilung (SA).